# Catalunya 1714 (Brotons)

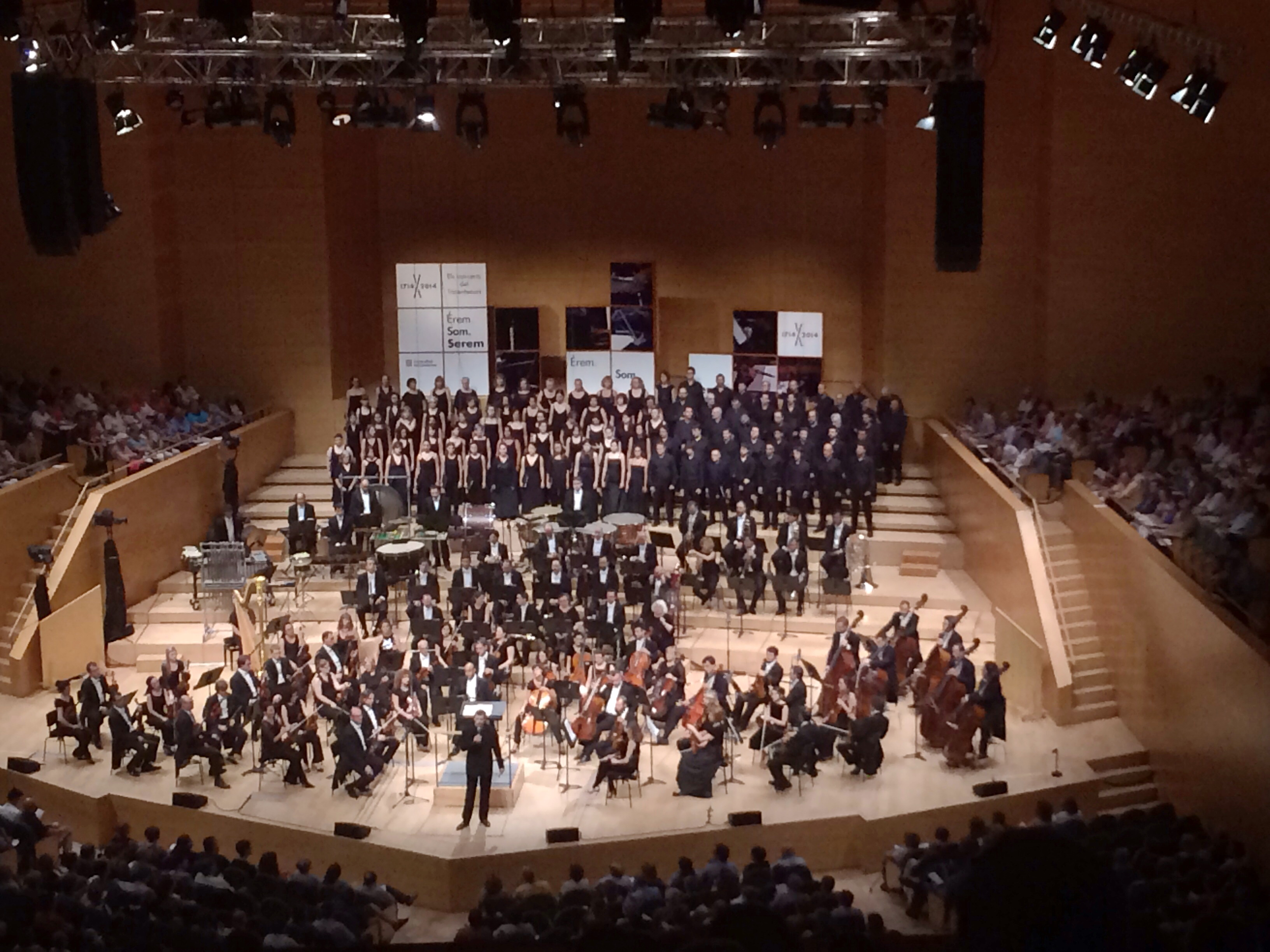
El director Salvador Brotons presentant la seva composició "Catalunya 1714" el dia de la seva estrena amb l'Orquestra Simfònica de Barcelona i Nacional de Catalunya i les corals convidades

Catalunya 1714 és una suite en forma de poema simfònic, obra del director i compositor Salvador Brotons estrenada el 19 de juliol de 2014, dins dels actes del tricentenari 1714-2014.
L'obra s'organitza en vuit parts que desgranen una cronologia que passa per la fase prèvia al setge de Barcelona de 1714, la desfeta, el dol per la pèrdua, la voluntat de refer-se i l'afirmació nacional del moment actual. L'autor guia l'audició fent servir fragments de cançons populars, en l'Himne Nacional de Catalunya i en una estructura de marxa fúnebre en els moviments més dramàtics.
L'autor va inspirar la seva creació en l'entusiasme popular de la gran manifestació de l'11 de setembre de 2012, una fita clau en els esdeveniments de reafirmació independentista que es van succeir fins a arribar al 2014, data de la commemoració del Tricentenari de 1714. Brotons afirma que "és l'obra que he escrit amb més sentiment i estimant cada nota que posava".

## Moviments
Plantejat com un relat de resistència, l'obra recorre en vuit moviments la història de tres-cents anys d'identitat col·lectiva des de la desfeta de 1714 fins a l'afirmació nacional dels darrers anys:
| Mov. | Nom                                                 | versió coral |
| ---- | --------------------------------------------------- | --- |
| 1    | Neguit turbulent                                    | (extret de la cançó «Bac de Roda») No em maten per ser traïdor ni tampoc per ser cap lladre sols per dir-vos "visca la pàtria" |
| 2    | Processó                                            | (extret de textos catalans antics) Vostres goigs cantem amb gran plaher sempre tot el dia puix d'esta gran monarquia sou vos Rei Carles tercer En lo món pus sou dotada dels set Goigs, Mare de Déu, d'altres set sou heretada en los cels, com mereixeu Ningú té acta de vida, ni sap quan se morirà; siau a nostra advocada Santa Margalida |
| 3    | Tristos presagis                                    | |
| 4    | Atac borbònic                                       | M'sieur d'turenne a dit aux gens du Roi, qui marchent fiers sous les drapeaux de France Catalunya comtat gran ara el rei nostre senyor declarada ens té la guerra. El matí de Santa Anna tothom n'estava content d'anar allà a la Cerdanya a treure aquella mala gent Tralara la la la la ra la Nous sommes l'armée française pour lutter pour la patrie Philippe Seigneur, notre roi de la France! Bon cop de falç. Bon cop de falç. Malbrough s'en va t'en guerre mironton, mironton, mirontaine Malbrough s'en va t'en guerre ne sait pas quand reviendra No!! |
| 5    | Desfeta i dolor                                     | |
| 6    | Plany al temps passat                               | (extret de la cançó popular «Plany») Catalunya en altre temps ella sola es governava i es feien les seves lleis en sa llengua i no en cap altra. Plora, plora Catalunya que ja no et governes ara |
| 7    | extret d'«Els Segadors» Creixença i voluntat de ser | Catalunya triomfant, tornarà a ser rica i plena. Endarrere aquesta gent tan ufana i tan superba. Bon cop de falç! Bon cop de falç, Defensors de la terra! Bon cop de falç! |
| 8    | Afirmació nacional                                  | repetició estrofa Els Segadors In, Inde, Independència Visca! Visca! Sí! Sí! |

## Estrena

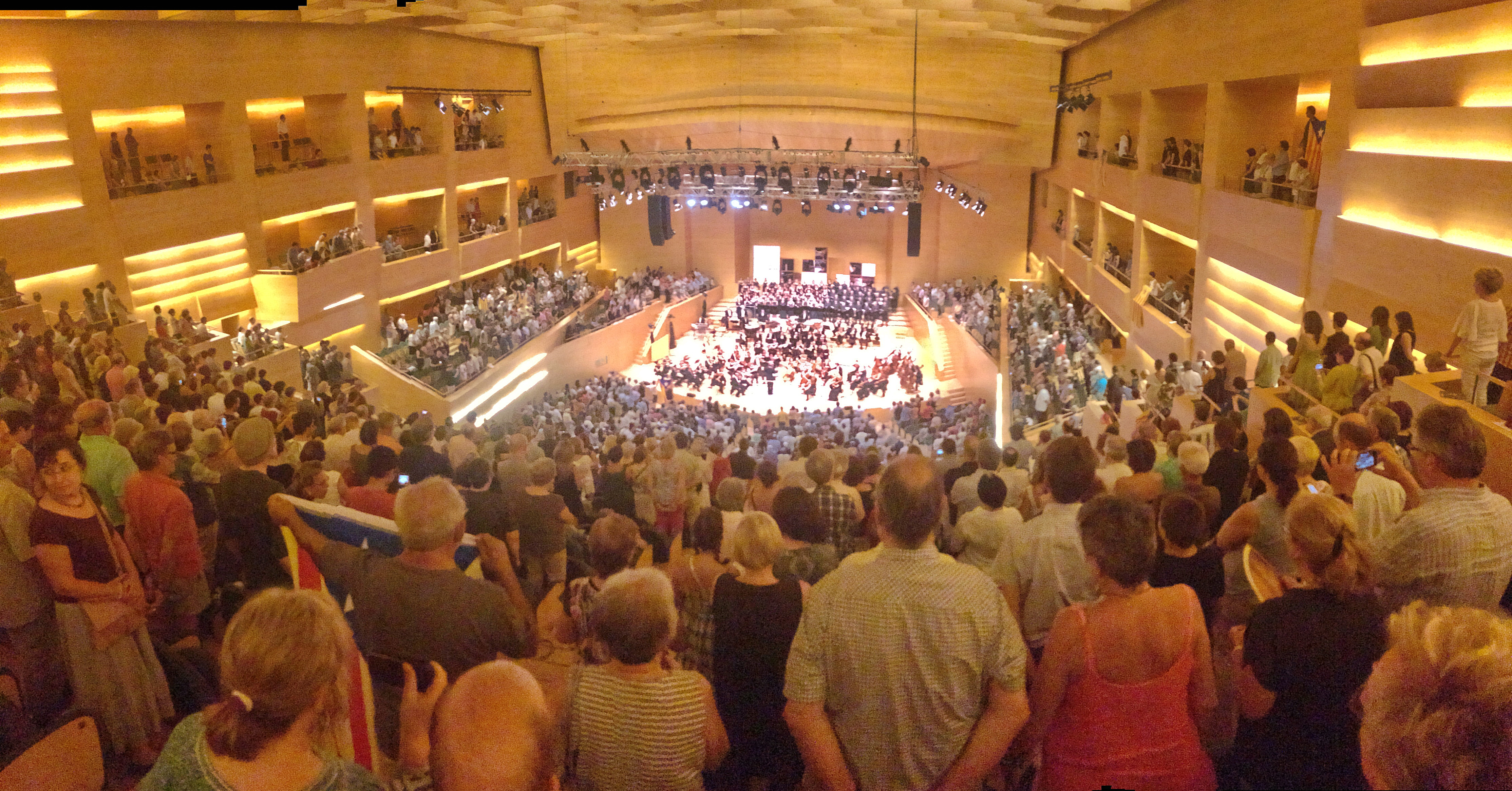
Interpretació dels Segadors amb l'acompanyament del públic

L'estrena va tenir lloc el 19 de juliol de 2014 a la sala gran de l'Auditori de Barcelona, on el mateix autor va dirigir l'Orquestra Simfònica de Barcelona i Nacional de Catalunya, amb acompanyament de la Coral Càrmina, el Cor de Cambra de Granollers i el Cor Amics de la Unió, en una versió simfònico-coral. Entre les autoritats assistents s'hi comptaven el conseller de la Presidència, Francesc Homs, el conseller d'Economia i Coneixement, Andreu Mas-Colell; el secretari de Govern, Jordi Baiget i el comissari dels actes del Tricentenari de la Generalitat, Miquel Calçada.
El concert es va complementar amb dues obres èpiques interpretades per l'OBC sota la direcció de Brotons: l'obertura de Coriolà, op. 62 de Beethoven, i l'Obertura 1812 de Txaikovski.
Al final del concert, el públic dempeus i amb multitud de senyeres i estelades, va entonar Els Segadors quan l'orquestra va repetir parts de l'obra.